# Kate Jordan
Pour les articles homonymes, voir Jordan.
Kate Jordan, née le 23 décembre 1862 à Dublin et morte le 20 juin 1926 à Mountain Lakes, est une romancière et dramaturge irlando-américaine.

## Biographie
Kate Jordan est née à Dublin le 23 décembre 1862. Elle est la fille de l'universitaire Michael James Jordan et de Catherine Jourdan (née Mulvey). Elle a trois sœurs, Catherine, Marthe et Marie, et trois frères, James, Michael et John.
La famille émigre en Amérique lorsqu'elle a 3 ans, pour s'installer à New York où son père accepte un poste de professeur. Elle fait ses études en école privée et à domicile, et commence à écrire dès son plus jeune âge. Un professeur avertit sa mère que « soit elle écrira de la fiction, soit elle est l'une de ces menteuses naturelles pour qui la vérité n'est pas intéressante. » Elle publie sa première histoire à l'âge de 12 ans, encouragée par son père.
En 1897, Kate Jordan épouse Frederic M. Vermilye, un courtier de New York, mais continue à publier sous son nom de naissance. Le couple divorce quelques années plus tard.

### Carrière
Ses histoires et poèmes sont publiés dans de nombreuses revues et magazines, y compris The Saturday Evening Post, Collier's, McClure's, et The Century Magazine.
Son écrit The kiss of gold, l'un des plus populaires, paraît en octobre 1892 dans le Lippincott's Monthly Magazine et lui permet d'atteindre un large public de lecteurs.
Elle écrit et publie un certain nombre de romans, pour la plupart des mélodrames bien reçus par la critique. Son roman de 1905, Le Temps de l'humoriste, a été adapté en film muet par Fanny et Frédéric Hatton avec l'acteur Theodore Kosloff. Trouble-the-house, son dernier roman sorti en 1921, contient des détails autobiographiques.
Elle écrit et adapte également des pièces de théâtre. L'un de ses mélodrame, The masked woman, en quatre actes, s'est produit sur scène 115 fois de 1922 à 1923. Cependant, ses pièces n'ont pas été aussi bien accueillies que ses romans.
Elle écrit The happifats et la grouch en 1917, un livre pour enfants, pour lequel elle conçoit une gamme de poupées en porcelaine. Ces « poupées Happifats » étaient fabriquées en Allemagne par Borgfeldt entre  1913 et 1921 et au Japon,.
Kate Jardon a beaucoup voyagé, faisant notamment de longs séjours en Angleterre et en France. Elle a été membre du London Pen and Brush Club et du Lyceum, the Writer's Club de Londres. Elle a été associée à la Society of American Dramatists et à la Authors’ League of America. De 1890 à 1920, elle a été membre de la Cos Cob art colony.

### Fin de vie
Vers la fin de sa vie, elle souffre de dépression, d'hypertension et d'insomnie. En avril 1926, elle quitte sa résidence à l'Hôtel Touraine pour vivre avec sa nièce, Mme George A. Reeder, à Mountain Lakes, dans le New Jersey. Elle embarque à bord du trolley de la Boontown-Denville le 20 juin 1926. Son corps est retrouvé le lendemain matin parmi les pins, tenant une bouteille de lysol. Sa mort est considérée comme un suicide et ses cendres sont inhumées dans le Sleepy Hollow Cemetery, Tarrytown, New York. Elle partage une pierre tombale avec sa jeune sœur, Martha.